# Palmiro Togliatti
Palmiro Togliatti (n. 26 martie 1893, Genova, Italia – d. 21 august 1964, Ialta, RSS Ucraineană, URSS) a fost un politician italian, lider al Partidului Comunist Italian din 1927 și până la moartea sa. Susținătorii l-au poreclit Il Migliore („Cel mai bun”). În 1930, a devenit cetățean al Uniunii Sovietice, țară în care un oraș a fost numit după el: Toliatti.
Togliatti a fost membru fondator al Partidului Comunist al Italiei (Partito Comunista d’Italia, PCI), și din 1927 și până la moartea sa, a fost secretar și lider incontestabil al Partidului Comunist Italian (Partito Comunista Italiano, PCI), cu excepția perioadei 1934–1938, când a servit drept reprezentant la Comintern, organizația internațională a partidelor comuniste. După dizolvarea Cominternului în 1943 și formarea Cominformului în 1947, a refuzat postul de secretar general, care i-a fost oferit direct de Iosif Stalin în 1951, preferând să rămână la conducerea PCI.
În 1944 și 1945 Togliatti a deținut postul de viceprim-ministru al Italiei⁠(d), iar din 1945 până în 1946 a fost numit ministru al justiției în guvernele care au condus Italia după căderea fascismului. A fost membru și în Adunarea Constituantă a Italiei⁠(d). Togliatti a supraviețuit unei tentative de asasinat în 1948, și a murit în 1964, în timpul unei vacanțe petrecută în Crimeea la Marea Neagră.

## Tinerețea și familia
Palmiro Togliatti s-a născut la Genova într-o familie din clasa de mijloc. Tatăl lui, Antonio, era contabil în administrația publică,  iar mama sa, Teresa Vitale, era învățătoare. Serviciul tatălui a forțat familia Togliatti să se mute des din oraș în oraș. Înainte de nașterea lui, s-au mutat de la Torino la Genova. A fost botezat „Palmiro” deoarece s-a născut de Florii; părinții erau romano-catolici practicanți. Palmiro Togliatti a avut o soră, Maria Cristina, și doi frați, Enrico și Eugenio Giuseppe⁠(d). Eugenio a devenit matematician și avea să descopere suprafețele Togliatti⁠(d).
În 1908, Togliatti a studiat la liceul clasic „Azuni” din Sassari, unde a fost recunoscut ca cel mai bun elev al școlii. Tatăl său, Antonio, a murit de cancer la 21 ianuarie 1911 și familia a rămas săracă; datorită unei burse, Togliatti a reușit totuși să absolve dreptul la Universitatea din Torino în 1917. În 1914, Togliatti și-a început viața politică în Partidul Socialist Italian⁠(d) (PSI) înaintea Primului Război Mondial. În război a fost ofițer voluntar și a fost rănit în luptă și trimis acasă pentru recuperare.

### L'Ordine Nuovo
La sfârșitul războiului, Togliatti făcea parte din grupul din jurul ziarului L'Ordine Nuovo⁠(d) al lui  Antonio Gramsci din Torino, și lucra ca profesor meditator. Ca și ceilalți fondatori ai lui L'Ordine Nuovo, Togliatti era un admirator al Revoluției Ruse și a susținut viguros crearea imediată a unor soviete în Italia. El credea că sfaturile muncitorești din fabrici ar putea fi întărite în așa fel încât să devină baza unei lovituri de stat comuniste.
La început, ziarul, înființat cu sprijin sindical, s-a concentrat pe politica culturală, dar în iunie 1919, în luna următoare înființării lui, Gramsci și Togliatti l-au îndepărtat pe Angelo Tasca⁠(d) și au făcut din ziar o voce revoluționară. Ziarul a ajuns la un tiraj de 6000 de exemplare la sfârșitul anului, iar reputația sa a fost sporită de sprijinul acordat grevei generale din aprilie 1920, în timp ce Partidul Socialist și Confederația Generală a Muncii⁠(d) nu o sprijineau. La 1 ianuarie 1921 ziarul a început să apară zilnic.

## Partidul Comunist al Italiei

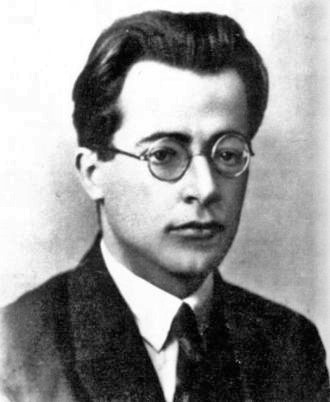
Togliatti în anii 1920.

Togliatti era membru al Facțiunii Comuniste a PSI, care la rândul său aparținea Internaționalei Comuniste, denumită pe scurt Comintern. La 21 ianuarie 1921, după o ruptură din rândul Partidului Socialist, la al XVII-lea Congres al acestuia, de la Livorno, el a devenit unul dintre fondatorii Partidului Comunist al Italiei. PCI a fost înființat de grupul L'Ordine Nuovo în frunte cu Gramsci și cu facțiunea „culturalistă” condusă de Angelo Tasca⁠(d).
In 1923, unii membri ai partidului au fost arestați și trimiși în judecată pentru „conspirație împotriva statului”. Aceasta a permis ca activitatea intensă a Internaționalei Comuniste să priveze aripa stângă a partidului de autoritate și să treacă controlul minorității de centru care se aliniase cu Moscova. În 1924 și 1925, Cominternul a început o campanie de „bolșevizare” care a forțat toate partidele să se conformeze disciplinei și ordinelor impuse de la Moscova.

### Regimul fascist
În octombrie 1922, Benito Mussolini, liderul Partidului Național Fascist, a profitat de o grevă generală a muncitorilor și a cerut guvernului să predea puterea politică Partidului Fascist sub amenințarea unei lovituri de stat. Cum nu a primit un răspuns imediat, un număr mic de fasciști a început un drum lung prin Italia până în capitală, drum denumit Marșul către Roma, spunând italienilor că fasciștii vor să restaureze legea și ordinea. Mussolini nu a participat el însuși decât la sfârșitul marșului, Gabriele d'Annunzio fiind recunoscut ca lider al acțiunii, până s-a aflat că a fost aruncat de la o fereastră și grav rănit într-o tentativă eșuată de asasinat. Aceasta l-a privat pe d'Annunzio de posibilitatea de a conduce lovitura de stat orchestrată de organizația pe care el însuși o înființase.
Fasciștii, în frunte cu Mussolini, au cerit demisia prim-ministrului Luigi Facta și numirea lui Mussolini în locul lui. Deși Armata Italiană era mult mai bine înarmată decât trupele paramilitare fasciste, guvernul legitim numit de regele Victor Emmanuel al III-lea s-a confruntat cu o criză politică. Regele a fost obligat să aleagă care din mișcările politice rivale să formeze guvernul: fasciștii lui Mussolini, sau Partidul Socialist Italian⁠(d) anti-monarhist. I-a ales pe fasciști și l-a numit pe Mussolini prim-ministru. La început, Togliatti a minimizat aspectele dictatoriale ale noului guvern fascist. În același an, Togliatti afirma: „Guvernul fascist, care este o dictatură a burgheziei, nu va avea niciun interes să se debaraseze de vreuna din prejudecățile democratice tradiționale”.
În August 1923, Mussolini a obținut adoptarea de către Parlament a unei noi legi electorale, Legea Acerbo⁠(d), prin care lista care obținea 25% din voturi primea trei sferturi din locurile din legislativ. Togliatti a scris că „fascismul a dobândit putere risipind adunările proletare, împiedicând unificarea lor pe orice fel de teren și forțând în jurul său o unificare a grupurilor politice burgheze”. În alegerile generale din 1924⁠(d), Lista Națională⁠(d) a lui Mussolini (o alianță cu liberalii și conservatorii) a folosit tactici de intimidare, și au obținut astfel o victorie detașată și astfel majoritatea de două treimi⁠(d); Partidul Comunist a obținut doar 3,74% din voturi și 19 locuri. În 1926, când partidul a fost interzis de guvernul fascist italian, Amedeo Bordiga⁠(d) și Gramsci ai fost arestați și închiși pe insula Ustica. Togliatti a fost unul din puținii lideri comuniști care a scăpat nearestat, deoarece era la o ședință a Cominternului la Moscova.

### Exilul
În 1927, Togliatti a fost ales secretar general în locul lui Gramsci. În exil la sfârșitul anilor 1920 și în anii 1930, a organizat ședințe clandestine ale PCI la Lyon (1926) și Köln (1931). În 1927, a preluat funcția de secretar al partidului. În 1935, sub pseudonimul Ercole Ercoli, a fost numit membru al  secretariatului Cominternului. În 1939, a fost arestat în Franța: eliberat, s-a mutat în Uniunea Sovietică, și a rămas acolo pe parcursul celui de al Doilea Război Mondial, difuzând mesaje adresate Italiei la Radio Milano-Libertà⁠(d), prin care cerea rezistență împotriva Germaniei Naziste și Republicii Sociale Italiene.
În august 1936, Cominternul a publicat un manifest, intitulat „Pentru salvarea Italiei și reconcilierea poporului italian”, redactat de Togliatti. El era adresat „fraților în cămăși negre” și făcea apel la unitate între comuniști și fasciști: „noi, comuniștii, an adoptat programul fascist din 1919⁠(d), un program de pace, libertate și apărare a intereselor muncitorilor. ... Programul fascist din 1919 nu a fost îndeplinit! Să ne luptăm uniți pentru realizarea acestui program”. În martie 1941, Togliatti a spus Cominternului că puterea fascismului italian nu stătea numai în violență: „această dictatură a realizat ceva – nu doar prin mijloace violente. A făcut ceva chiar pentru muncitori și tineri. Nu putem nega că introducerea asigurărilor sociale este un fapt”.

## Secretar al Partidului Comunist Italian

### „Virajul de la Salerno” și împușcarea

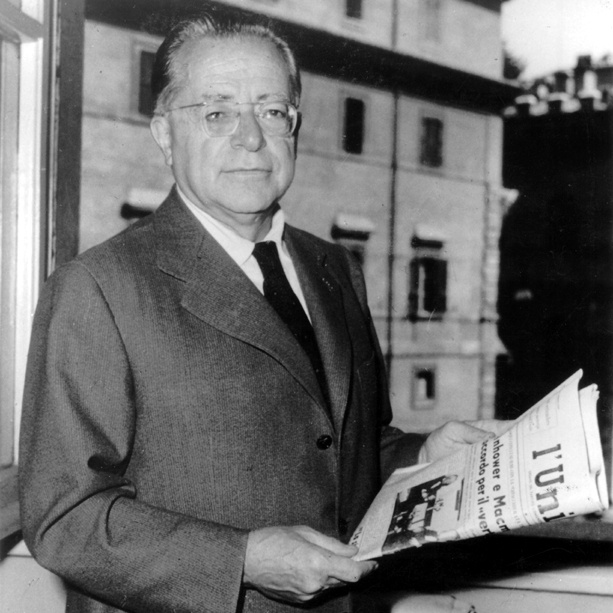
Togliatti cu un exemplar din ziarul L'Unità, în anii 1950

În 1944, Togliatti s-a întors de la Moscova în țară, și a condus PCI și alte forțe politice spre așa-numita Svolta di Salerno, „Virajul de la Salerno”. Aceasta a fost un compromis între partidele antifasciste, monarhie⁠(d) și prim-ministrul Pietro Badoglio pentru unitate națională și amânarea chestiunilor instituționale. Togliatti a întemeiat și o revistă politică, Rinascita⁠(d), după întoarcerea sa în Italia in 1944, revistă al cărei redactor a fost până la moarte. PCI s-a angajat să susțină democrația și să abandoneze lupta armată pentru cauza socialismului. Ca urmare, Virajul a deplasat partidul spre dreapta, în contrast cu multe din solicitările din interior; aceasta a însemnat și dezarmarea acelor membri ai mișcării italiene de rezistență ce fuseseră organizați de PCI (Brigăzile Garibaldi⁠(d)). Togliatti a fost viceprim-ministru din decembrie 1944 și apoi din iunie 1945 a fost ministru al justiției.
După ce a fost ministru fără portofoliu în guvernul Pietro Badoglio, a acționat ca vicepremier sub Alcide De Gasperi în 1945. În opoziție față de linia dominantă din partidul său, a votat pentru includerea Pactelor de la Lateran în Constituția Italiei. La alegerile generale din 1946, ținute în același timp cu referendumul constituțional câștigat de republicani, PCI a obținut 19% din voturi și 104 locuri în noua Adunare Constituantă⁠(d).

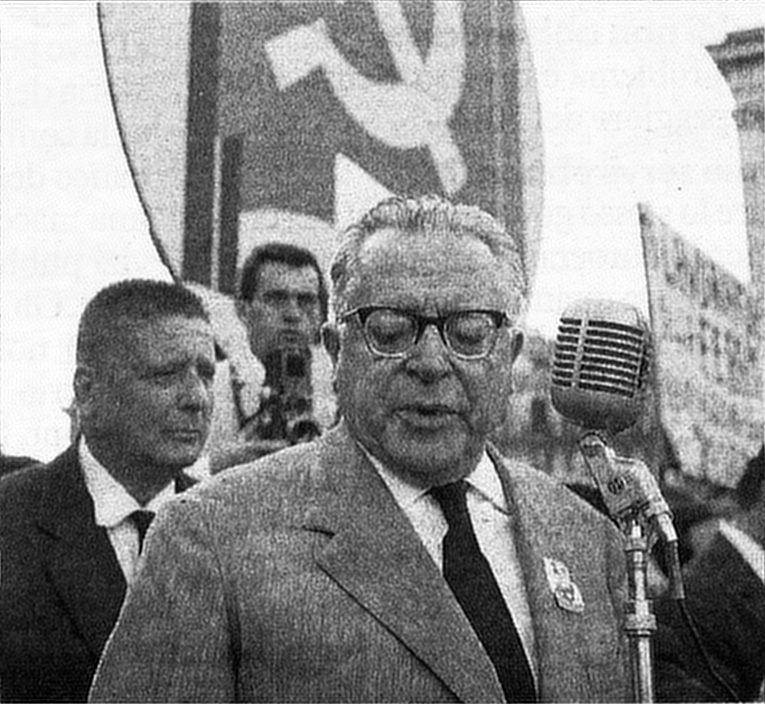
Togliatti la un miting comunist

Miniștrii comuniști au fost scoși din guvern în timpul crizei din mai 1947⁠(d). În aceeași lună, Maurice Thorez, liderul Partidului Comunist Francez (PCF), a fost obligat să iasă din guvernul lui Paul Ramadier⁠(d) împreună cu ceilalți patru miniștri comuniști. Ca și în Italia, PCF era foarte puternic și lua parte la alianța tripartită⁠(d) (Tripartisme) și obținând 28,26% la alegerile din noieembrie 1946.
În 1948, Togliatti a condus PCI în primele alegeri democratice de după al Doilea Război Mondial. El a pierdut în fața partidului Creștin-Democrat⁠(d) (DC – Democrazia Cristiana⁠(d)) după o campanie acerbă în care Statele Unite, care îl considerau un inamic în Războiul Rece, au jucat un rol important. Aliat cu PSI⁠(d) în Frontul Popular Democratic⁠(d), o alianță de stânga, au obținut împreună 31% din voturi.
La 14 iulie 1948, Togliatti a fost împușcat de trei ori și rănit grav de către Antonio Pallante, un student fascist; s-a zbătut între viață și moarte mai multe zile și veștile despre starea sa erau incerte, ceea ce a produs o criză politică gravă în Italia (care a cuprins o grevă generală⁠(d) cerută de Confederația Generală Italiană a Muncii⁠(d)).

### Anii 1950 și 1960

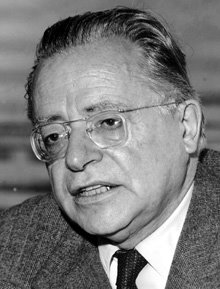
Togliatti în anii 1950

Sub conducerea sa, PCI a devenit al doilea partid ca mărime în Italia, și cel mai mare partid comunist de opoziție din Europa. Deși a fost permanent în opoziție la nivel național pe parcursul vieții lui Togliatti, partidul a dat primari în mai multe comune și a deținut putere la nivel local și regional în anumite zone.
În 1953, s-a luptat împotriva așa-numitei „legi a trișatului și escrocheriei”, o lege electorală adoptată de majoritatea creștin-democrată de atunci, prin care se încerca utilizarea votului într-un singur tur de scrutin⁠(d) pentru a mări puterea zonei de centru-dreapta. În cele din urmă, legea nu avea să fie de folos guvernului în alegerile din acel an, în care PCI al lui Togliatti a câștigat 22,6% din voturi. A fost abrogată în noiembrie 1953.
În ciuda relației apropiate cu Uniunea Sovietică, locul lui Togliatti la conducerea partidului a rămas neatins după Revoluția Ungară din 1956 (care în cele mai multe țări a fost o cauză de conflict major în sânul stângii politice). El a dezvoltat și a dat numele teoriei policentrismului (unitate în diversitate în rândul partidelor comuniste din toate țările).

### „Calea italiană către socialism”
După Dezghețul lui Hrușciov din Uniunea Sovietică, inspirat de noile reforme, Togliatti a lansat programul partidului intitulat „Calea italiană către socialism”. El a afirmat: „suntem democrați prin aceea că suntem nu doar antifasciști, ci socialiști și comuniști. Nu există contradicție între democrație și socialism."
Noua politică propusă de Togliatti se opunea oricărui mijloc revoluționar de preluare a puterii și avea ca scop însoțirea acțiunii instituționale cu extinderea luptelor sociale și sindicale. În această perioadă, PCI a epurat facțiunile revoluționare și extremiste care se opuneau noii linii reformiste. În alegerile generale din 1958, numărul de voturi ale comuniștilor a continuat să crească. La alegerile din 1963, PCI a obținut 25,2% din voturi, dar tot nu a reușit să iasă pe primul loc.

## Moartea și memoria

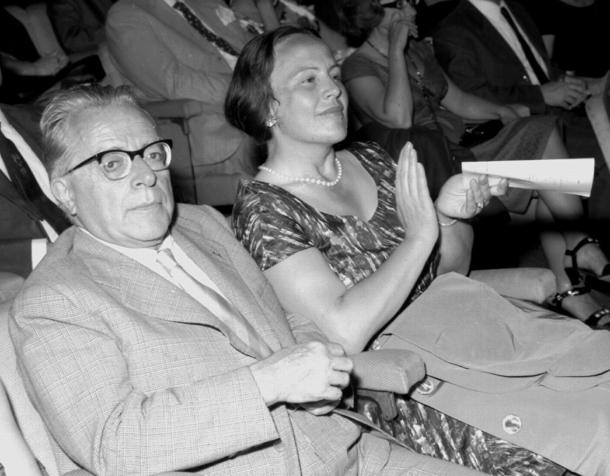
Togliatti și Nilde Iotti, înainte de 1964.

Togliatti a murit de hemoragie cerebrală în timp ce era în vacanță împreună cu partenera sa Nilde Iotti la Ialta, pe atunci în Uniunea Sovietică. Conform unora din colaboratorii săi, Togliatti mergea în Uniunea Sovietică să îl sprijine pe Leonid Brejnev ce dorea să fie ales ca succesor al lui Nikita Hrușciov la conducerea Partidului Comunist al Uniunii Sovietice. Protejatul său preferat, Enrico Berlinguer, avea să fie ales ca succesor al său în postul de secretar național al PCI, dar perioada lui Berlinguer la conducere a adus respingerea unor politici importante susținute deTogliatti.
Orașul rusesc Stavropol pe Volga, unde Togliatti participase la înființarea fabricii de automobile AutoVAZ (Lada) în colaborare cu Fiat, și-a schimbat numele în Toliatti (transliterare după Тольятти, scrierea rusească a numelui său) în cinstea sa în 1964, după ce a murit. Una din piețele importante din orașul croat Rijeka (în italiană Fiume) a fost botezată după Togliatti în perioada când Croația făcea parte din RSF Iugoslavia, până și-a schimbat numele în final în Jadranski trg (Piața Adriatică) în 1994. În Belgrad încă mai există o stradă numită după el (Улица Палмира Тољатија).
Agarossi și Zaslavsky (2011) susțin că Togliatti și alți lideri ai PCI erau fundamental aserviți lui Stalin, și că și-au dat toată silința să promoveze interesele sovietice. Ei afirmă că Togliatti era, mai presus de toate, un stalinist, și că a rămas așa la ani de zile după moartea lui Stalin în 1953, când însăși Uniunea Sovietică repudiase mare parte din moștenirea lui politică. Ei spun că Stalin a fost cel care i-a ordonat lui Togliatti să joace un rol moderator în politica italiană, deoarece nu era încă momentul pentru o confruntare cu capitalismul. Agarossi și Zaslavsky se bazează pe documentele personale ale lui Togliatti, dar și pe cele de la Kremlin, mai ales pe rapoartele foarte detaliate transmise de ambasadorul sovietic la Roma. Stalin a obligat PCI să respingă și să combată Planul Marshall, în ciuda pierderii marii părți din sprijinul alegătorilor italieni care doreau ajutorul american.

## Istorie electorală
| Scrutin | Cameră                   | Circumscripție                   | Partid | Partid | Voturi  | Rezultat |
| ------- | ------------------------ | -------------------------------- | ------ | ------ | ------- | -------- |
| 1946    | Adunarea Constituantă⁠(d) | Roma–Viterbo–Latina–Frosinone⁠(d) |        | PCI    | 75,146  | Ales     |
| 1948    | Camera Deputaților       | Roma–Viterbo–Latina–Frosinone⁠(d) |        | FDP⁠(d) | 97,328  | Ales     |
| 1953⁠(d) | Camera Deputaților       | Roma–Viterbo–Latina–Frosinone⁠(d) |        | PCI    | 155,372 | Ales     |
| 1958    | Camera Deputaților       | Roma–Viterbo–Latina–Frosinone⁠(d) |        | PCI    | 166,952 | Ales     |
| 1963    | Camera Deputaților       | Roma–Viterbo–Latina–Frosinone⁠(d) |        | PCI    | 168,923 | Ales     |

## Scrieri
Colecția lucrărilor lui, în opt volume, în limba italiană, publicată de Editori Riuniti⁠(d), Roma.
- Palmiro Togliatti Opere Vol. I, 1917–1926. Editat de Ernesto Ragionieri, 1967.
- Palmiro Togliatti Opere Vol. II, 1926–1929. Editat de Ernesto Ragionieri.
- Palmiro Togliatti Opere Vol. III, 1, 1929–1935. Editat de Ernesto Ragionieri, 1973.
- Palmiro Togliatti Opere Vol. III, 2, 1929–1935. Editat de Ernesto Ragionieri, 1973.
- Palmiro Togliatti Opere Vol. IV, 1, 1935–1944. Editat de Franco Andreucci & Paolo Spriano, 1979.
- Palmiro Togliatti Opere Vol. IV, 2, 1935–1944. Editat de Franco Andreucci & Paolo Spriano, 1979.
- Palmiro Togliatti Opere Vol. V, 1944–1955. Editat de Luciano Gruppi, 1984. ISBN: 88-359-2736-6.
- Palmiro Togliatti Opere Vol. VI, 1956–1964. Editat de Luciano Gruppi, 1984. ISBN: 88-359-2778-1.